# Врт Ерам
Врт Ерам (перс. باغ ارم‎‎) (персијски: - Баг-е Ерам) је историјски персијски врт у граду Ширазу, Иран. Врт, и зграда унутар њега, налазе се на северној обали реке Хошк, у провинцији Фарс.

## Историја
Врт и зграда су изграђени током средине тринаестог века од стране Илханат или највећег начелника Кашкајског племена Парс. Међутим, оригинални изглед врта, са својим посебном персијском структуром четири рајска врта је највероватније постављен у једанаестом веку од стране Селџука, а затим је означен као "Баг-е Шах" (Краљев врт на персијском) и био је много мање компликована или орнаменталан. Корнелије де Бруин, путник из Холандије, написао је опис вртова у осамнаестом веку.
Током 150 година, структура Врта је модификована, обновљена или стилски промењено од стране разних учесника. То је био један од некретнина у власништву један од племића Шираза, тј. породица Кавамија. Зграда гледа на југ дуж дуге осе. Њу је Дизајнирао локални архитекта, Хаџи Мохамад Хасан. Структуру зграде чине 32 собе смештене на два спрата, украшене плочицама на којима су писани стихови иранског славног песника Хафеза. Зграда је подвргнута реновирање за време владавине династије Занда и Каџара.
Данас, Врт Ерам и зграде су у саставу Ботаничке баште Шираза (основана 1983.) од стране Универзитета у Ширазу. Врт и зграда су отворени за јавност, као историјск споменик културе Они су део светске баштине, а заштићено од стране Организације културне баштине Ирана.